# Leopold (Preis)
Der Medienpreis Leopold zeichnet – so sein Untertitel – „Gute Musik für Kinder“ aus.
1997 wurde der LEOPOLD vom Verband deutscher Musikschulen e.V. (VdM) mit Unterstützung des Bundesministeriums für Familie, Senioren, Frauen und Jugend als Qualitätszeichen für besonders empfehlenswerte Musik für Kinder auf CD, MC und CD-Rom ins Leben gerufen. Der Preis wird in der Regel alle zwei Jahre vergeben.
Seit 2001 ist der WDR mit seiner Hörfunkwelle WDR 3 „Kulturpartner“ des VdM. Daher finden die Preisverleihungen im Funkhaus des WDR in Köln statt.

## Ausgezeichnete Produktionen
- 2024/25
  - „Dominik Merscheid: Im Spiel“
  - „MAYBEBOP: Kinderkram“
  - „Und der Igel schwimmt doch!“
  - „Quadro Nuevo: Coole Kinderlieder mit coolen Instrumenten“
  - „Des Kaisers neue Kleider“
  - „Larifari: Ob groß, klein, dick, dünn, blau oder durchsichtig“
  - „Café Unterzucker: ‚Freu dich mal!‘ - Café Unterzucker spielt kindische Feierlieder“
- 2021/22
  - „Ritter Rost und das magische Buch“
  - „Café Unterzucker: Nenn mich nicht mehr Häselein! Café Unterzucker spielt Tierlieder“
  - „Die drei kleinen Schweinchen / König Karotte“
  - „WUM und BUM und die Damen DING DONG“
  - „Das tapfere Schneiderlein – Klassische Musik und Sprache“
  - „Dezemberpäckchen – Besondere Geschichten für besondere Tage im Dezember“
  - „Die kleine Meerjungfrau“
  - „Jin und die magische Melone – Eine musikalische Reise entlang der Seidenstrasse“
  - „Knallfrosch: Hausmusik“
  - „Willy Astor: Der Zoo ist kein logischer Garten – Kindischer Ozean 2“
- 2019/202
  - „Die kleine Hexe“
  - „Sonne, Mond und Abendstern – Die schönsten Lieder zur guten Nacht“
  - „Schneeflocken“
  - „Zwerg Nase – Orchestermärchen für Sprecher und großes Orchester/Das kalte Herz – Konzertouvertüre“
  - „Sven van Thom: Tanz den Spatz – Kinderlieder“
  - „Die Pecorinos – Käse in New York. Ein Krimi-Mäusical“
  - „Miloš und die verzauberte Klarinette – Ein Märchen über einen Jungen, der mit seinem Instrument die Welt veränderte“